# Kollegiatstift (Bad Grönenbach)

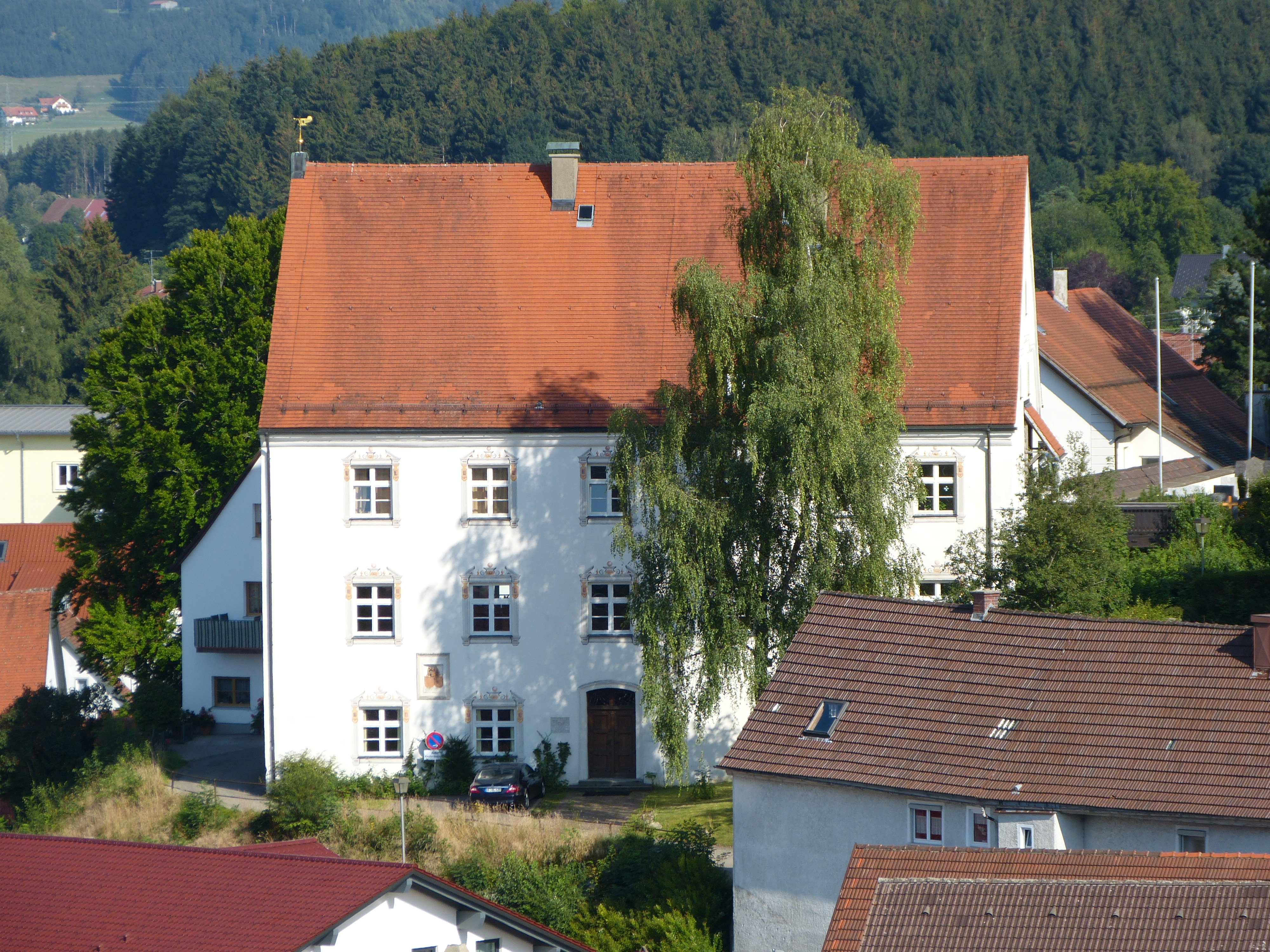
Kollegiatstift in Bad Grönenbach

Das 1479 von Ludwig von Rothenstein gestiftete Kollegiatstift befindet sich im oberschwäbischen Ort Bad Grönenbach im Landkreis Unterallgäu, Bayern. Das Kollegiatstift steht unter Denkmalschutz.

## Geschichte

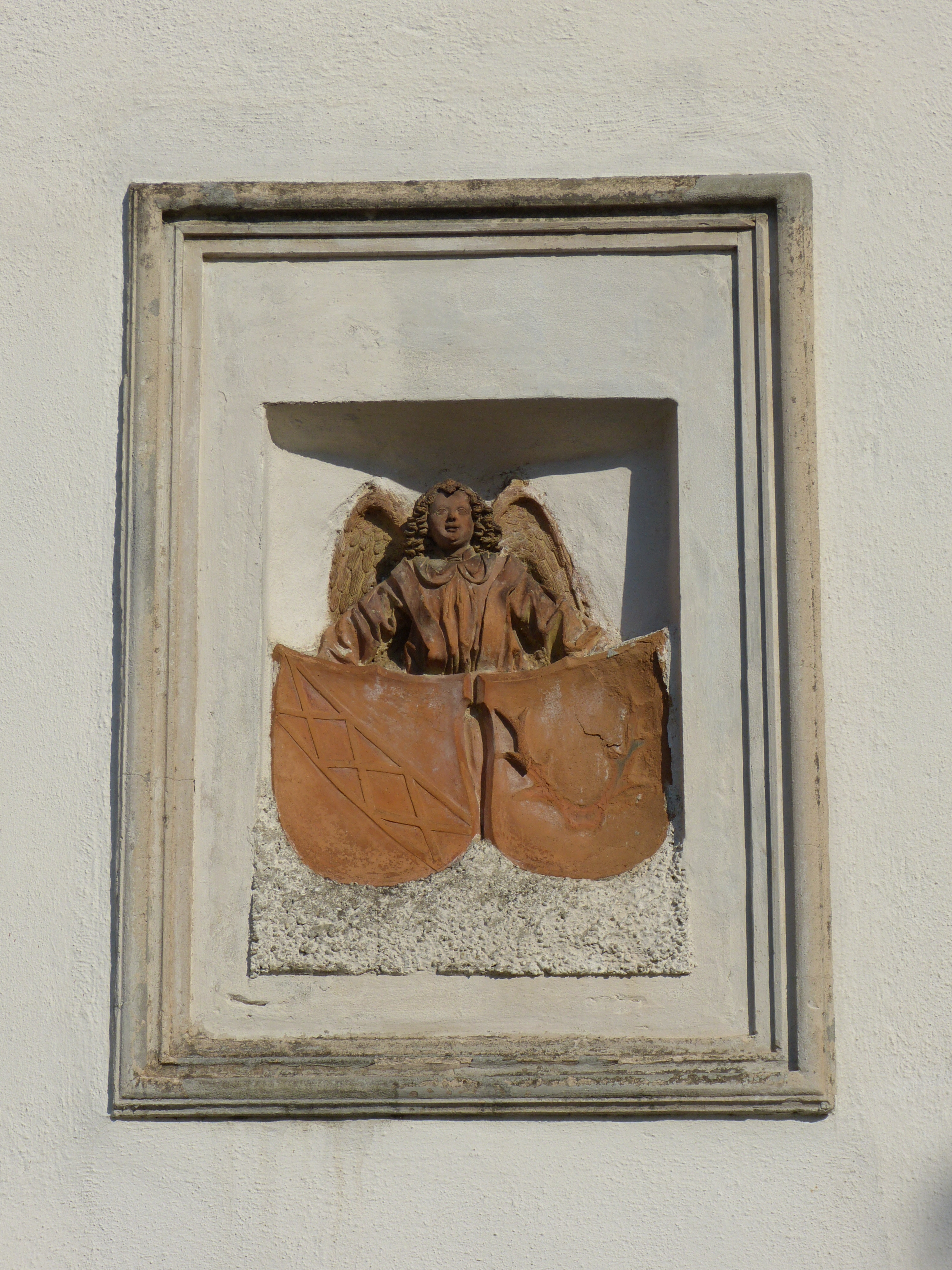
Wappen des Stifterehepaares Ludwig von Rothenstein und Jutta von Hürnheim

Das Kollegiatstift wurde von Ludwig von Rothenstein († 1482) im Jahre 1479 gestiftet. In dieser Zeit wurde auch die sich in unmittelbarer Nähe befindliche Pfarrkirche St. Philipp und Jakob zur Stiftskirche umgewidmet. Das Kollegiatstift wurde für zwölf Kanoniker errichtet. Sie wählten aus ihren Reihen einen Stiftsdechanten. Die Zahl von zwölf Kanonikern wurde jedoch nach den Anfangsjahren so gut wie nie mehr erreicht. Im Jahr 1525 flüchteten die Stiftsherren nach Kempten in das Gasthaus „Zum weißen Hund“ vor den aufständischen Bauern. Das Gebäude hatte der Stiftsdekan Konradus Rottmayr bereits 1503 erworben. Das Stift behielt dieses Gebäude bis 1695. Das Stiftseinkommen wurde in der Stiftungsurkunde von Ludwig von Rothenstein festgelegt. Durch die Glaubensspaltung (römisch-katholisch und evangelisch-reformiert) in Grönenbach ab 1559 durch Philipp von Pappenheim wurden die Stiftseinnahmen zwischen den Konfessionen aufgeteilt. Am 25. Februar 1572 brannte das Kollegiatstift ab und wurde in den anschließenden Jahren wieder errichtet. Um das Kollegiatstift auch nach der Reformation in Grönenbach bewahren zu können, erwirkte Alexander von Pappenheim 1602 ein Konservatorium von Kaiser Rudolph II. Im Jahre 1692 ging das als Lehen vergebene Kollegiatstift Grönenbach an den Kemptener Fürstabt Rupert von Bodman zurück. Rupert von Bodman nahm das Kollegiatstift am 1. und 2. Januar 1692 feierlich und mit großem Gefolge in Besitz. Im Zuge der Säkularisation in Bayern 1803 wurde auch das Kollegiatstift am 14. Mai 1804 aufgehoben. Das Stiftsgebäude wird heute als Pfarrhof der römisch-katholischen Gemeinde in Bad Grönenbach genutzt.

### Stiftseid
Der folgende Eid musste von allen Kanonikern bei ihrer Aufnahme in das Kollegiatstift geleistet werden:

„Ego N. N. juro et promitto Deo omnipotenti et B. M. Virgini sanctisque Philippo et Jacobo, Apostolis et Patronis quod Rmo Ep°. Augustano ejusque Vicario et Tibi N. N. Collegii hujus Grönenbacensi Decano fidelis et obediens statuta praescripta et mandata tua salubria in omnibus reverenter et effectualiter suscipiam et exequar, sic me Deus adjuvet et haec sancta Dei Evangelia.“

Nach diesem Eid folgte die Intronisatio:

„Auctoritate quâ fungor ordinariâ mihi commissâ admitto et intronizo Te N. N. in collegiatam nostram Ecclesiam et admissum constituo Te in statum tuum Chori unâ cum aliis presbyteris Collegis iuxta ritum August. dioecesis legendi et decantandi horas Canonicas, offerendi sacrificium Deo propitiatorium et si videbitur administrandi aliaque sacramenta penes meum in curâ pastorali Coadjutorem. In Nomine † Patris et † Filii et † Spiritus sancti. Amen.“

### Allgäuer Erweckungsbewegung
Das Kollegiatstift in Grönenbach kam durch den römisch-katholischen Pfarrer Martin Boos (* 1762; † 1825) zeitweise mit der Allgäuer Erweckungsbewegung in Kontakt, da Martin Boos in den Jahren von 1792 bis 1799 Kanoniker im Stift war.

### Vita communisnach Bartholomäus Holzhauser

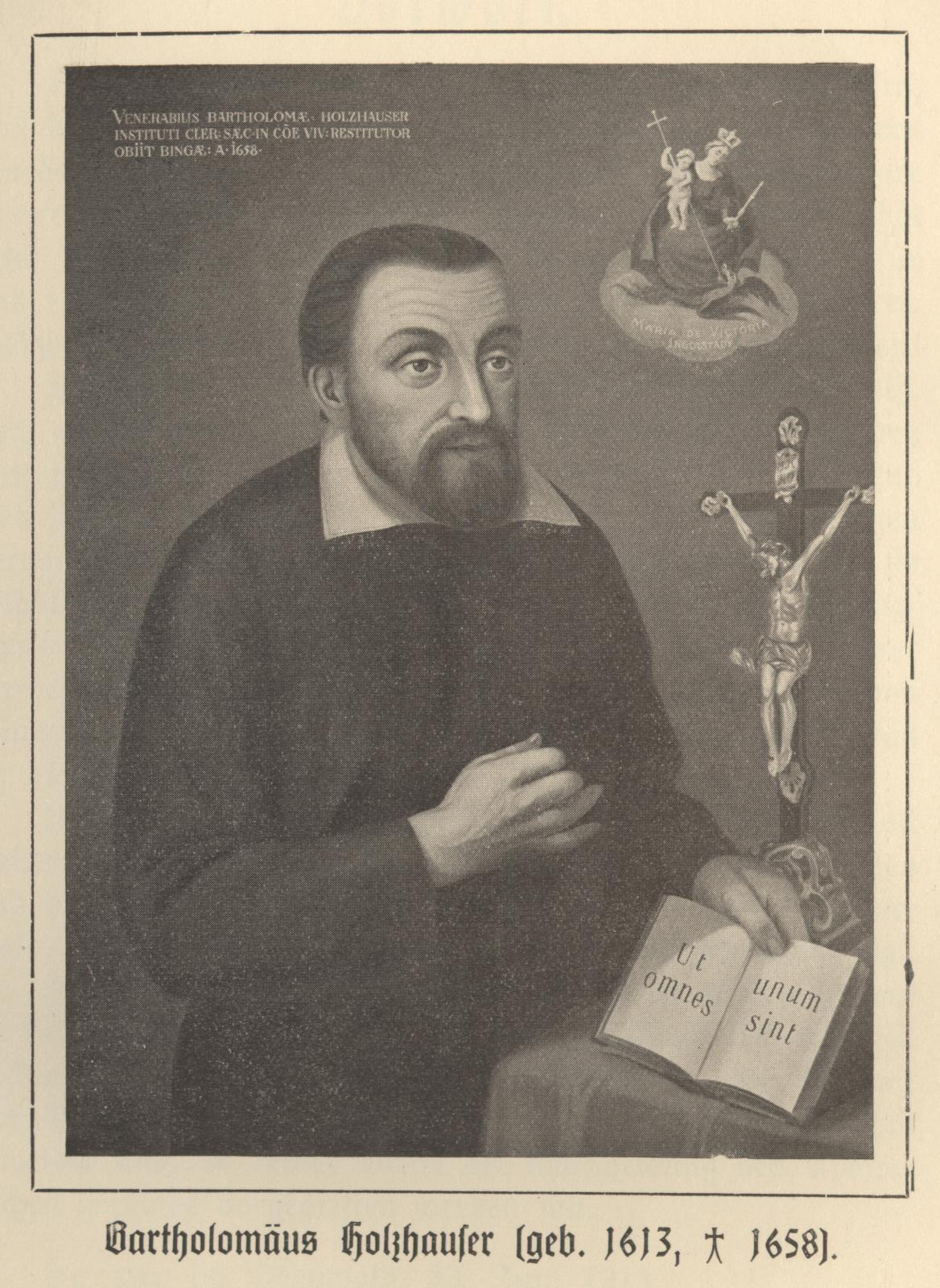
Bartholomäus Holzhauser, zeitgenössisches Gemälde

Seit dem Jahre 1681 lebten nahezu alle Kanoniker im Stift nach der Regel des Bartholomäus Holzhauser. Dies wird dadurch deutlich, dass im Namen nachstehender Kanoniker der Zusatz „Cleric. Saecul. in communi viventium sacerdos“ angefügt war.
| Jahr | Name                   | Ort            |
| ---- | ---------------------- | -------------- |
| 1681 | Johannes Ulrich Moll   | Ellwangen      |
| 1682 | Joh. Oberlânder        | Gundremmingen  |
| 1684 | Petrus Steinherr       | Oberstotzingen |
| 1690 | Karl Christoph Müller  | Bernbeuren     |
| 1692 | Franz David Mersperger | Wallenstein    |
| 1692 | Franz Mech             | Monheim        |
| 1693 | Joh. Michael Schmid    | Grimmelsthofen |
| 1704 | Joh. Philippus Haas    | Dillingen      |
| 1704 | Joh. Petrus Mezner     | Kemnat, Pfalz  |

## Baubeschreibung

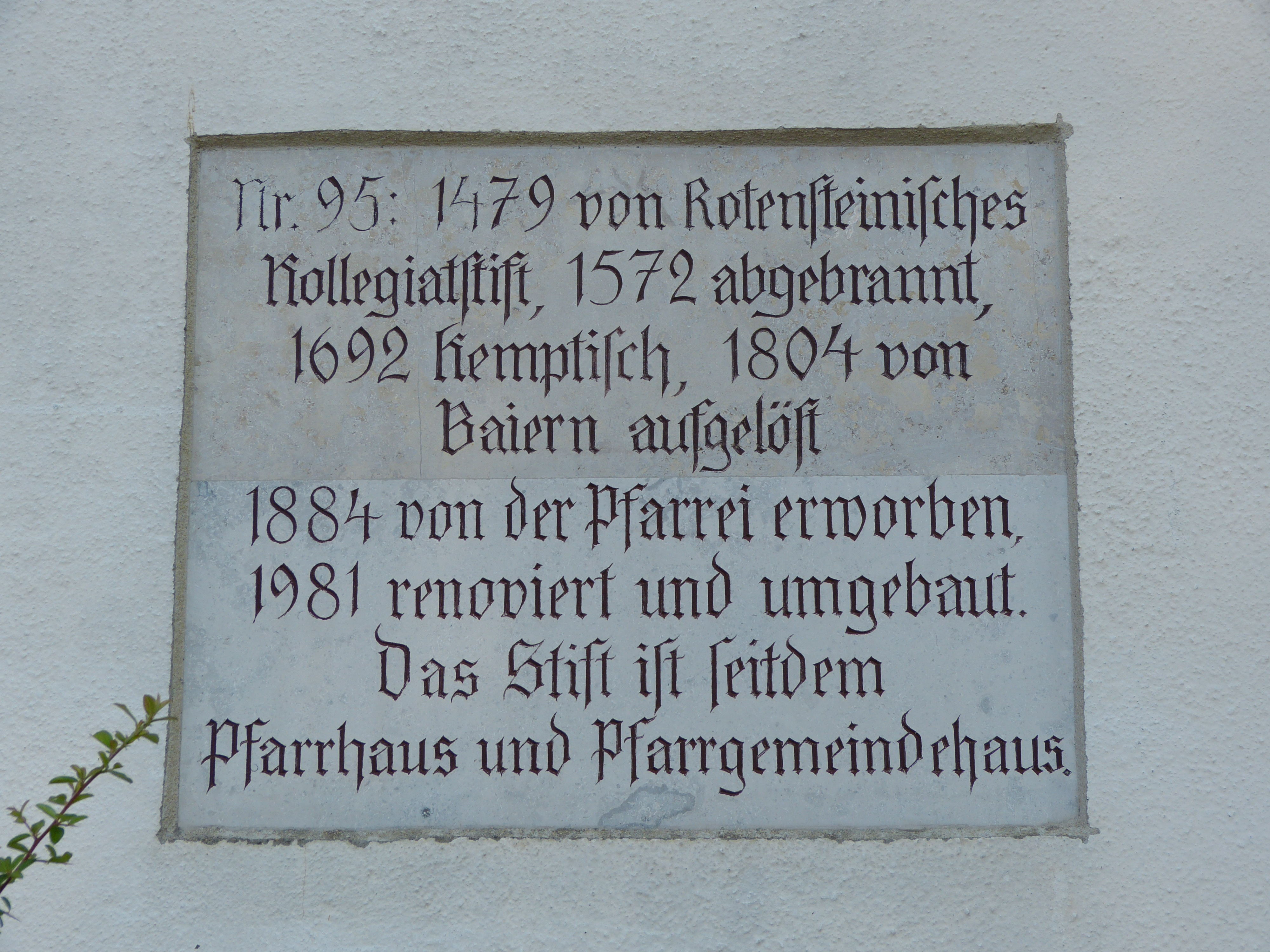
Infotafel am Kollegiatstift in Bad Grönenbach

Das Stiftsgebäude ist ein dreigeschossiger Satteldachbau. Auf der Westseite befindet sich ein Wappenstein des Stifterehepaares Ludwig von Rothenstein und Jutta von Hürnheim aus dem 15. Jahrhundert. Das Erdgeschoss besteht aus einer zweischiffigen Halle mit Kreuzgratgewölbe, welches mit runden Mittelpfeilern gestützt wird. Im ersten Obergeschoss befindet sich eine Holzdecke aus dem 16. Jahrhundert, das zweite Obergeschoss hat eine Stuckdecke aus dem 18. Jahrhundert. Im Inneren befinden sich mehrere Gemälde aus der 1806 in Woringen abgebrochenen katholischen Kirche St. Martin.